# 黑翅圆尾鹱
黑翅圆尾鹱（学名：Pterodroma nigripennis ）是鹱科圆尾鹱属的一种海鸟。该鸟于夏季在东太平洋的热带和亚热带海岛上繁殖，一年中的其余时间则在海上度过。

## 外貌描述

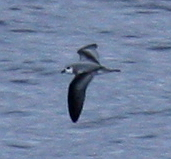
斐济群岛瓦努阿岛附近

黑翅圆尾鹱是一种小型鹱类，翅膀长而窄。其平均体长为29厘米 ，平均翼展为67厘米 。其头小，喙短而黑，身体修长，尾巴为方形。该鸟额头和颈背为浅灰色，脸颊白色，颈部有一圈深灰色斑纹。其背部呈浅灰色，其翅膀上半部分根部亦为浅灰色，但外缘为深灰色或黑色。黑翅圆尾鹱下半身为白色，尾巴上有黑白条纹。 

## 物种分布
黑翅圆尾鹱是一种仅分布于东太平洋地区的海鸟，平日生活在海上，仅会在繁殖时前往陆地。其繁殖地范围从豪勋爵岛和澳大利亚东部一直延伸到东部的新喀里多尼亚、查塔姆群岛和法属波利尼西亚的南方群岛。在繁殖季节之外，黑翅圆尾鹱会迁徙至北方海域，彼时该鸟最常见于秘鲁和夏威夷之间的广阔海域。

## 生态与习性
由于该鸟多生活于开阔水域，目前人类对其饮食习性知之甚少。该鸟在捕食时会飞掠海面或用脚踩踏海面，在此期间会捉走任何合适的猎物 。其猎物包括头足类和对虾。黑翅圆尾鹱有时会和其他鹱形目鸟类一同觅食。该鸟会前往太平洋的热带与亚热带岛屿繁殖。在繁殖季，黑翅圆尾鹱会在靠近内陆一侧的草地斜坡上挖掘一条1米左右的隧道，其巢穴入口常由灌木丛掩盖。该鸟会在尽头开掘一个小房间来放置鸟蛋，其中多垫衬有树叶或其他材料。雏鸟会在约45天后孵化，此后父母双方均会喂养雏鸟。雏鸟会在约85天大时长出羽翼。在诺福克岛南方不远处的的菲利普岛上，该岛特有的蜈蚣Cormocephalus coynei有时会捕食黑翅圆尾鹱的雏鸟。但该鸟的种群数量似乎并未受其影响。

## 种群现状
据估计，全球黑翅圆尾鹱的数量约为800—1000万只。鉴于其种群庞大且分布范围广泛，IUCN将这种鸟类评为无危。 